# Рыбучасток (Тверская область)
Рыбучасток — опустевший посёлок в Кимрском районе Тверской области. Входит в состав Центрального сельского поселения.

## География
Находится в юго-восточной части Тверской области на расстоянии приблизительно 24 км на северо-северо-восток по прямой от районного центра города Кимры на правом берегу Волги.

## История
В XIX веке место было ненаселённое. До Великой Отечественной войны здесь уже отмечена была Дача Раменская. 

## Население
Численность населения не была учтена как в 2002 году, так и в 2010.